# 德國國防軍陸軍第355步兵師
德國國防軍陸軍第355步兵師（德語：355. Infanterie-Division）是納粹德國國防軍陸軍的一個步兵師。該師於1943年2月組建。
該師組建後，在法國駐紮，不久調往東線，此後一直在當地作戰。
該師最後於1943年12月遭受重創後解散。

## 註腳
1. ↑  Mitcham（2007年）